# 2010年美國國家棒球名人堂票選
2010年美國國家棒球名人堂票選遵循2001年及2007年微調的票選規則。全美棒球記者協會進行年度票選，最後選出安德烈·道森。資深選手委員會在這年舉行票選，他們在總教練、主審和行政人員中進行評選，最後選出懷堤·赫佐格和道格·哈維兩名入選者。大聯盟在2010年7月25日舉辦入選典禮。
資深選手委員會在前一年舉行一次票選，從年齡較大的前大聯盟選手中評選出名人堂成員。不過該委員會在2010年7月頒布新公告，他們將在之後把前大聯盟選手和非球員人士一同納入同一個票選中，並以年代做為區分。1871年至1946年間的棒球人士列為「擴張前年代」；1947年至1972年間的棒球人士列為「黃金年代」；1973年以後的棒球人士則列為「擴張年代」。他們依照不同的年代各自組成不同的委員會，並從2010年後開始每年舉辦一次票選。

## 全美棒球記者協會票選結果
全美棒球記者協會只從1990年以後效力於大聯盟的選手中進行評選，但效力年限只到2004年為止。
每個球員需要獲得至少75%的選票方能入選。本屆票選包含26名球員；總共有539張選票，最終總計投出3057人次，入選名人堂門檻為405票，平均每張選票圈選了5.67人。未達5%得票率的候選人，將被剔除名人堂票選資格。
首次進行票選的球員將以劍標（†）顯示。獲得至少75%以上同意票的入選人以粗體字表示；在未來票選中才入選的候選人以斜體字表示。
| 球員姓名           | 同意票數 | 得票率(%) | 與前一年差距 | 年度   |
| ------------------ | -------- | --------- | ------------ | ------ |
| 安德烈·道森        | 420      | 77.9      | ▲0 10.9%     | 第9年  |
| 伯特·布萊勒文      | 400      | 74.2      | ▲0 11.5%     | 第13年 |
| †羅伯托·阿勒瑪     | 397      | 73.7      | -            | 第1年  |
| 傑克·莫里斯        | 282      | 52.3      | ▲0 8.3%      | 第11年 |
| †貝瑞·拉金         | 278      | 51.6      | -            | 第1年  |
| 李·史密斯          | 255      | 47.3      | ▲0 2.8%      | 第8年  |
| †埃德加·馬丁尼茲   | 195      | 36.2      | -            | 第1年  |
| 提姆·雷恩斯        | 164      | 30.4      | ▲0 7.8%      | 第3年  |
| 馬克·麥奎爾        | 128      | 23.7      | ▲0 1.8%      | 第4年  |
| 艾蘭·川默          | 121      | 22.4      | ▲0 5.0%      | 第9年  |
| †弗瑞德·麥葛里夫   | 116      | 21.5      | -            | 第1年  |
| 丹·馬丁利          | 87       | 16.1      | ▲0 4.2%      | 第10年 |
| 戴夫·帕克          | 82       | 15.2      | ▲0 0.2%      | 第14年 |
| 戴爾·墨菲          | 63       | 11.7      | ▲0 0.2%      | 第12年 |
| 哈洛德·貝恩斯      | 33       | 6.1       | ▲0 0.2%      | 第4年  |
| †安德列斯·賈拉拉加 | 22       | 4.1       | -            | 第1年  |
| †羅賓·范圖拉       | 7        | 1.3       | -            | 第1年  |
| †艾利斯·伯克斯     | 2        | 0.4       | -            | 第1年  |
| †艾瑞克·卡羅斯     | 2        | 0.4       | -            | 第1年  |
| †凱文·埃皮爾       | 1        | 0.2       | -            | 第1年  |
| †帕特·亨特根       | 1        | 0.2       | -            | 第1年  |
| †大衛·西吉         | 1        | 0.2       | -            | 第1年  |
| †麥克·傑克森       | 0        | 0.0       | -            | 第1年  |
| †雷·朗克佛         | 0        | 0.0       | -            | 第1年  |
| †沙恩·雷諾茲       | 0        | 0.0       | -            | 第1年  |
| †陶德·齊爾         | 0        | 0.0       | -            | 第1年  |

|  | 本屆被選入名人堂，人名以粗體表示。                          |
|  | 本屆未入選但在未來票選中被選入名人堂，人名以斜體表示。      |
|  | 在2011年投票中繼續票選但仍未被選入者。                      |
|  | 在未來BBWAA票選中被剔除，但仍保有未來資深委員會審核的資格。 |

新入選的球員包含11名全明星球員，這11人合計共入選51次明星賽。
以下球員首次具有票選資格，但並未在名單上：保羅·艾波特、安迪·艾許比、丹尼·包提斯塔、達倫·布拉格、布萊恩·波林傑、戴夫·布爾巴、葛雷格·寇布倫、麥克·菲特斯、布魯克·佛迪斯、卡林姆·賈西亞、湯姆·古德溫、瑞奇·古提耶瑞茲、吉米·海尼斯、史特林·希區考克、柯特·雷斯凱尼克、荷西亞斯·曼札尼歐、布倫特·梅恩、馬克·麥克萊摩爾、史考特·瑟維斯、克里斯·史泰恩斯、史考特·蘇利文、陶德·凡·波培爾、約翰·凡德·沃爾、費南多·文亞和托克·溫戴爾。
這年首次發生有兩名選手差不到10票就能入選名人堂，分別是伯特·布萊勒文和羅伯托·阿勒瑪。兩人各差5票和8票就能入選。

## 資深棒球委員會
資深棒球委員會在這年進行兩個票選：一個專門選總教練和主審裁判；另一個專門選行政人員。

### 總教練/主審票選
此票選包含8位總教練(代號M)和2位主審裁判(代號U)，總共16票，候選人需獲得75%的票數(12票)才能入選名人堂。最後道格·哈維和懷堤·赫佐格成功突破入選名人堂門檻入主古柏鎮。
| 候選人            | 得票數 | 百分比  |
| ----------------- | ------ | ------- |
| 道格·哈維 (U)     | 15     | 93.8%   |
| 懷堤·赫佐格 (M)   | 14     | 87.5%   |
| 丹尼·莫爾陶 (M)   | 8      | 50%     |
| 漢克·奧戴 (U)     | 8      | 50%     |
| 查理·葛林姆 (M)   | 3      | 18.8%   |
| 戴維·強森 (M)     | < 2    | < 12.5% |
| 湯姆·凱利 (M)     | < 2    | < 12.5% |
| 比利·馬丁 (M)     | < 2    | < 12.5% |
| 基恩·馬奧奇 (M)   | < 2    | < 12.5% |
| 史蒂夫·歐尼爾 (M) | < 2    | < 12.5% |

### 行政人員票選
此票選共有12票，候選人必須獲得75%得票率(9票)才能入選名人堂。不過最後無人入選。
| 候選人                    | 得票數 | 百分比 |
| ------------------------- | ------ | ------ |
| 約翰·費澤，球隊老闆       | 8      | 66.7%  |
| 馬文·米勒，球員工會理事長 | 7      | 58.3%  |
| 雅各·魯珀特，球隊老闆     | 7      | 58.3%  |
| 尤英·考夫曼，球隊老闆     | 5      | 42%    |
| 金·奧崔，球隊老闆         | < 2    | < 17%  |
| 山姆·布雷登，球隊老闆     | < 2    | < 17%  |
| 鮑伯·豪山姆，總經理       | < 2    | < 17%  |
| 約翰·麥克海爾，總經理     | < 2    | < 17%  |
| 蓋比·保羅，總經理         | < 2    | < 17%  |
| 比爾·懷特，球員工會理事長 | < 2    | < 17%  |

## J·G·泰勒·史賓克獎
棒球記者比爾·馬登（1946年–）獲選該屆的J·G·泰勒·史賓克獎。

## 福特·C·弗里克獎
ESPN播報員喬恩·米勒（1951年–）獲選該屆的福特·C·弗里克獎。

## 外部連結
- 美國國家棒球名人堂官網 （页面存档备份，存于）
- 棒球名人堂BBWAA票選規則 （页面存档备份，存于）
- 2010年名人堂票選 at www.baseballhalloffame.org